# Linha Tozai (Metro de Tóquio)
A Linha Tozai (東京地下鉄東西線, Tōkyō Chikatetsu Tōzai-sen) é uma linha do Metrô de Tóquio no Japão, gerenciado por uma rede de Tokyo Metro. Ela liga a estação de Nakano à estação de Nishi-Funabashi. Longa-30.8 km, atravessa Tóquio, de leste a oeste através de bairros de Nakano, Shinjuku, Chiyoda, Chuo, Koto e Edogawa, e depois serve as cidades de Urayasu, Ichikawa e Funabashi na prefeitura de Chiba. É também conhecida como Linha 5. Nos mapas, a linha é de cor azul e identificada pela letra T.

## História
A primeira seção da linha Tozai abriu em 23 de dezembro de 1964, entre Takadanobaba e Kudanshita. A linha foi então prolongada em diversas etapas entre 1966 e 1969 para alcançar Nakano e Nishi-Funabashi, seus terminais atuais.

## Interligações
A linha é interconectada em Nakano com a Linha Chuo-Sobu da JR East (serviço até a estação de Mitaka) e em Nishi-Funabashi com a Linha Tōyō Rapid.

## Estações
A linha comporta 23 estações, identificadas de T-01 a T-23.
| Número | Estação          | Nome japonês | Distância (km) | Correspondências | Cidade    | Cidade              |
| ------ | ---------------- | ------------ | -------------- | --- | --------- | ------------------- |
| T-01   | Nakano           | 中野         | 0,0            | JR East : Chūō-Sōbu (interconexão), Chūō                                                                                  | Nakano    | Tóquio              |
| T-02   | Ochiai           | 落合         | 2,0            | | Shinjuku  | Tóquio              |
| T-03   | Takadanobaba     | 高田馬場     | 3,9            | JR East : Yamanote Seibu : Shinjuku                                                                                       | Shinjuku  | Tóquio              |
| T-04   | Waseda           | 早稲田       | 5,6            | Toei : Toden Arakawa (à Estação Waseda da Toden)                                                                          | Shinjuku  | Tóquio              |
| T-05   | Kagurazaka       | 神楽坂       | 6,8            | | Shinjuku  | Tóquio              |
| T-06   | Iidabashi        | 飯田橋       | 8,0            | Tokyo Metro : Namboku, Yurakucho Toei : Oedo JR East : Chūō-Sōbu                                                          | Shinjuku  | Tóquio              |
| T-07   | Kudanshita       | 九段下       | 8,7            | Tokyo Metro : Hanzomon Toei : Shinjuku                                                                                    | Chiyoda   | Tóquio              |
| T-08   | Takebashi        | 竹橋         | 9,7            | | Chiyoda   | Tóquio              |
| T-09   | Ōtemachi         | 大手町       | 10,7           | Tokyo Metro : Chiyoda, Marunouchi, Hanzomon Toei : Mita                                                                   | Chiyoda   | Tóquio              |
| T-10   | Nihombashi       | 日本橋       | 11,5           | Tokyo Metro : Ginza Toei : Asakusa                                                                                        | Chuo      | Tóquio              |
| T-11   | Kayabachō        | 茅場町       | 12,0           | Tokyo Metro : Hibiya | Chuo      | Tóquio              |
| T-12   | Monzen-Nakachō   | 門前仲町     | 13,8           | Toei : Oedo | Koto      | Tóquio              |
| T-13   | Kiba             | 木場         | 14,9           | | Koto      | Tóquio              |
| T-14   | Tōyōchō          | 東陽町       | 15,8           | | Koto      | Tóquio              |
| T-15   | Minami-Sunamachi | 南砂町       | 17,0           | | Koto      | Tóquio              |
| T-16   | Nishi-Kasai      | 西葛西       | 19,7           | | Edogawa   | Tóquio              |
| T-17   | Kasai            | 葛西         | 20,9           | | Edogawa   | Tóquio              |
| T-18   | Urayasu          | 浦安         | 22,8           | | Urayasu   | Prefeitura de Chiba |
| T-19   | Minami-Gyōtoku   | 南行徳       | 24,0           | | Ichikawa  | Prefeitura de Chiba |
| T-20   | Gyōtoku          | 行徳         | 25,5           | | Ichikawa  | Prefeitura de Chiba |
| T-21   | Myōden           | 妙典         | 26,8           | | Ichikawa  | Prefeitura de Chiba |
| T-22   | Baraki-Nakayama  | 原木中山     | 28,9           | | Funabashi | Prefeitura de Chiba |
| T-23   | Nishi-Funabashi  | 西船橋       | 30,8           | JR East : Chūō-Sōbu, Keiyō, Musashino Keisei : Keisei (a Keisei-Nishifuna) Tōyō Rapid Railway : Tōyō Rapid (interconexão) | Funabashi | Prefeitura de Chiba |